# Quinta da Campaínha

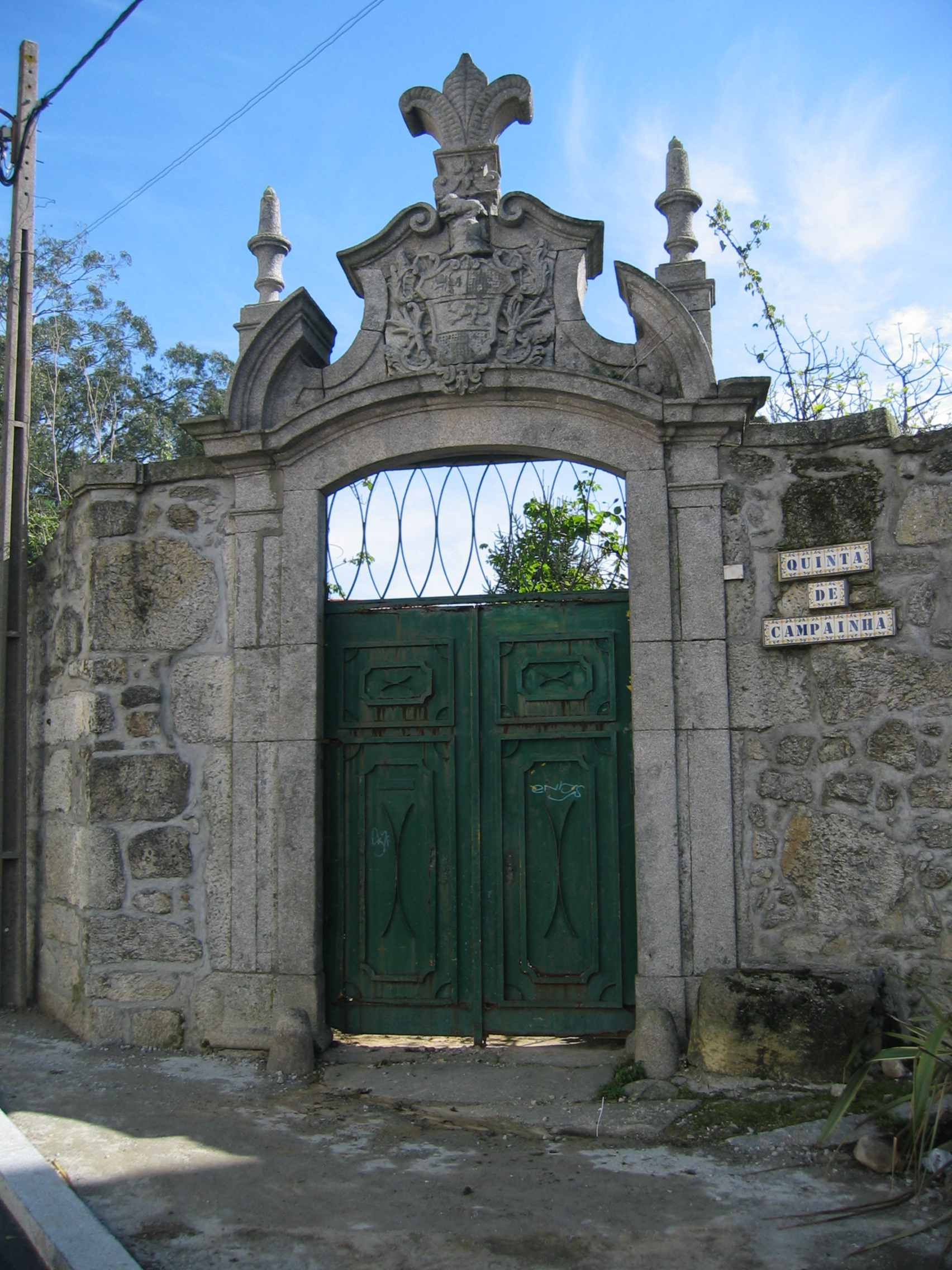
Quinta de Campaínha – Rio TInto

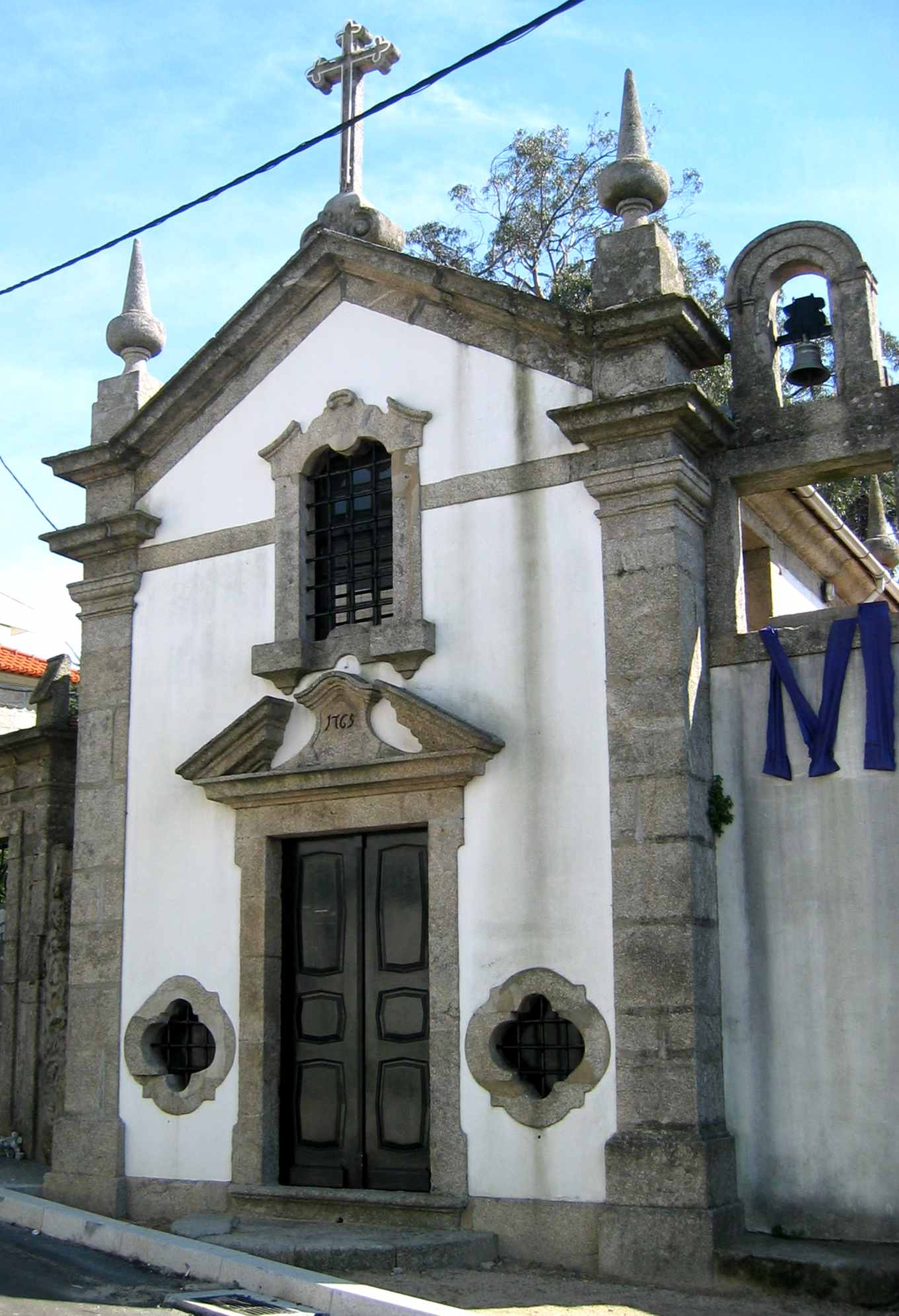
Quinta de Campaínha – Rio Tinto - Capela da Nossa Senhora da Conceição

A Quinta da Campaínha localiza-se  na Rua de Campaínha, número 84, da cidade portuguesa de Rio Tinto, Município de Gondomar, no Distrito do Porto.

## História
A Quinta da Campaínha foi comprada ao Capitão Francisco da Silva Portela. Actualmente pertence a D. Maria Teresa Cunha Vieira de Araújo.
Em 1765 foi edificada a Capela da Nossa Senhora da Conceição.

## Património
A Capela da Nossa Senhora da Conceição foi construída em cantaria granítica, de estilo Barroco popular, com um janelão central a encimar a porta de entrada. O telhado é de duas águas rematado por dois pináculos e um cruz no centro. No exterior, do lado direito, um pequeno sino. No seu interior podemos admirar um singelo retábulo e estatuária religiosa, com destaque para a Nossa Senhora da Conceição, possui ainda um belíssimo oratório. A capela encontra-se num bom estado de conservação.
A Quinta da Campaínha possui um portão ostentado por um Brasão em granito, de grande qualidade técnica de estilo Barroco.
O Brasão tem um formato de escudo, tripartido horizontalmente, na zona superior uma cruz quadrangular,  na zona central um leão, símbolo da força, na parte exterior as vieirinhas e a silva que provêm do nome da família. A encimar o Brasão, arquivoltas e um feixe de plumas. A rematar o portão dois pináculos.
Do lado direito da entrada azulejaria com o nome "Quinta de Campaínha".

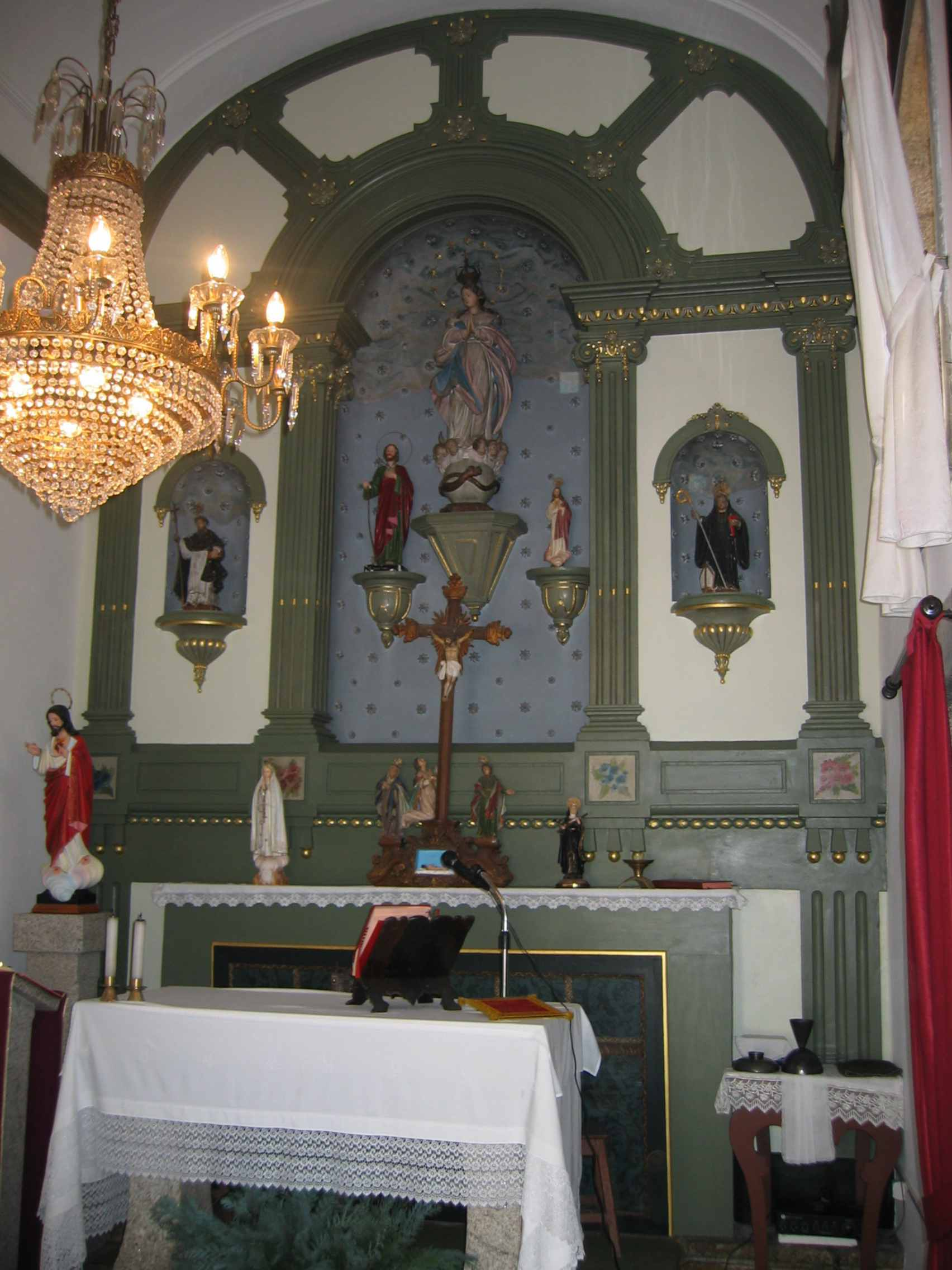
Quinta de Campaínha – Rio Tinto - Retábulo
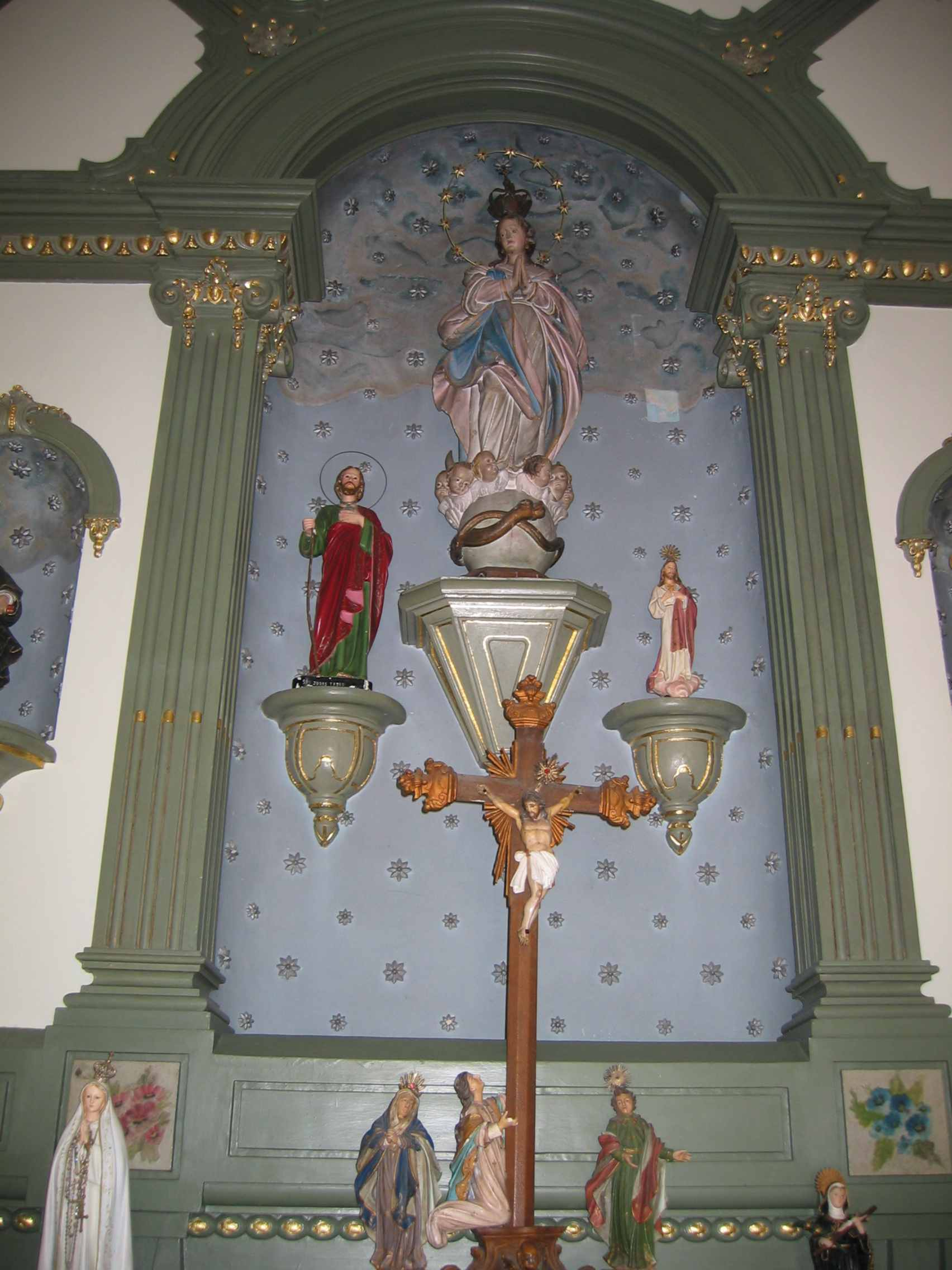
Quinta de Campaínha – Rio Tinto - Nossa Senhora da Conceição